# HYC Herentals
 (mars 2020).
Si vous disposez d'ouvrages ou d'articles de référence ou si vous connaissez des sites web de qualité traitant du thème abordé ici, merci de compléter l'article en donnant les références utiles à sa vérifiabilité et en les liant à la section « Notes et références ».
Pour les articles homonymes, voir HYC.
Le Herentalse IJshockey Club est un club de hockey sur glace de Herentals en Belgique. Il évolue en BeNe League.

## Historique
- 1971 : Fondation du club.

## Palmarès
- Championnat de Belgique (15) : 1981, 1984, 1985, 1993, 1994, 1997, 1998, 2002, 2009, 2012, 2016, 2017, 2018, 2019, 2020.
- Coupe de Belgique (13) : 1986, 1989, 1991, 1995, 1999, 2000, 2003, 2012, 2013, 2016, 2017, 2019, 2020.
- Championnat de BeNe League (2) : 2016, 2019.
- Championnat D2 de Belgique(1) : 2005.